# Paraphoxus centralis
Paraphoxus centralis är en kräftdjursart som först beskrevs av Schellenberg 1938.  Paraphoxus centralis ingår i släktet Paraphoxus och familjen Phoxocephalidae. Inga underarter finns listade i Catalogue of Life.